# Portræt af min hustru. Malerinden Anna Ancher
Portræt af min hustru. Malerinden Anna Ancher er et maleri af Michael Ancher fra 1884, skitsen er fra 1883.
På maleriet står  Anna Ancher og kigger ud ad den åbne dør. På højre hånd ses vielsesringen,  mens Anchers hund  ser mod den gravide mave. Datteren Helga kom til  verden i august 1883, skitsen blev malet i løbet af sommeren det år, det store maleri blev først færdig i 1884.

## Modtagelse
Maleriet er en hyldest til Anna Ancher og det kommende barn, Helga Ancher. Maleriet blev udstillet i København 1884 og vakte en del opstand, det blev anset for anstødeligt at vise en gravid kvinde, for det mindede publikum om den foregående kønsakt.

## Gengivelse på andre steder
P.S. Krøyer har malet flere motiver af malere der maler end andre Skagensmalere har. Michael Ancher maler portrættet af Anna, stående i døren er et af de første pastelmalerier Krøyer lavede; hans første pastelmalerier er lavet i 1883.

## Andre lignende motiver
Flere  andre kunstnere har malet helfigursportrætter af deres hustruer, af dem  har nogle malet den gravide hustru, der står ved en tærskel i  døråbningen.
| - Slott-Møller − P.S. Krøyer − Ring - Harald Slott-Møller, Min hustru, 1887, Fuglsang Kunstmuseum - P.S. Krøyer, Sommeraften ved Skagen. Kunstnerens hustru med hund ved strandkanten, 1892, Skagens Museum - L.A. Ring, I havedøren. Kunstnerens hustru, 1897, Statens Museum for Kunst |